# Kirche Bieberstein

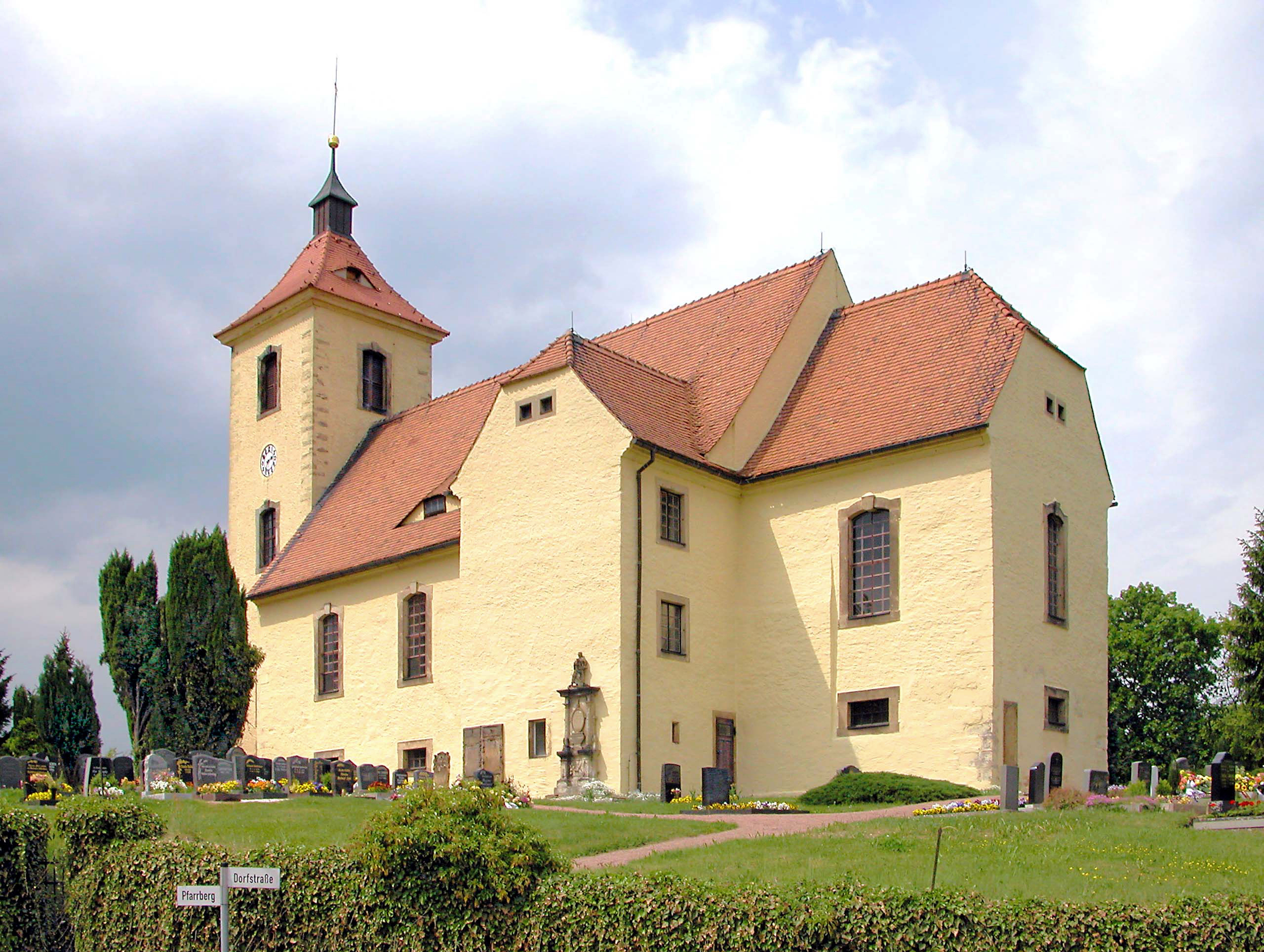
Kirche Bieberstein

Die evangelische Dorfkirche Bieberstein ist eine im Kern spätgotische, barock erneuerte Saalkirche im Ortsteil Bieberstein von Reinsberg im Landkreis Mittelsachsen in Sachsen. Sie gehört zum Kirchspiel Nossener Land im Kirchenbezirk Meißen der Evangelisch-Lutherischen Landeskirche Sachsens.

## Geschichte und Architektur

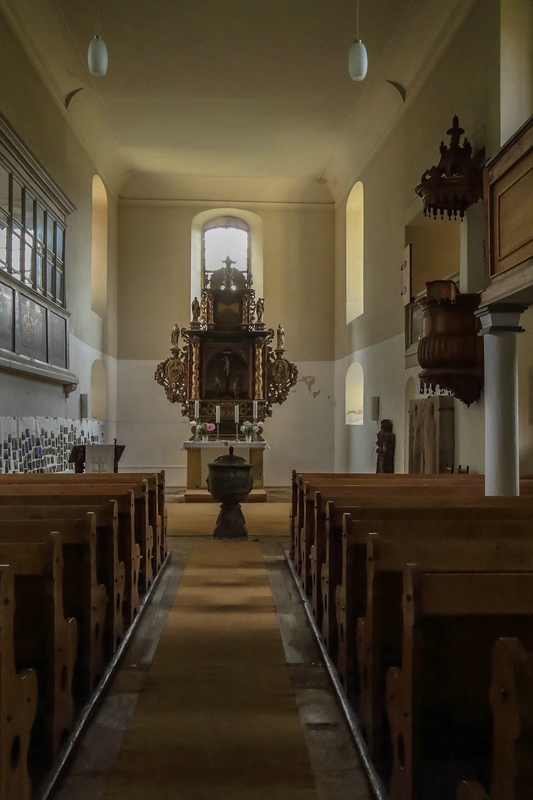
Innenansicht

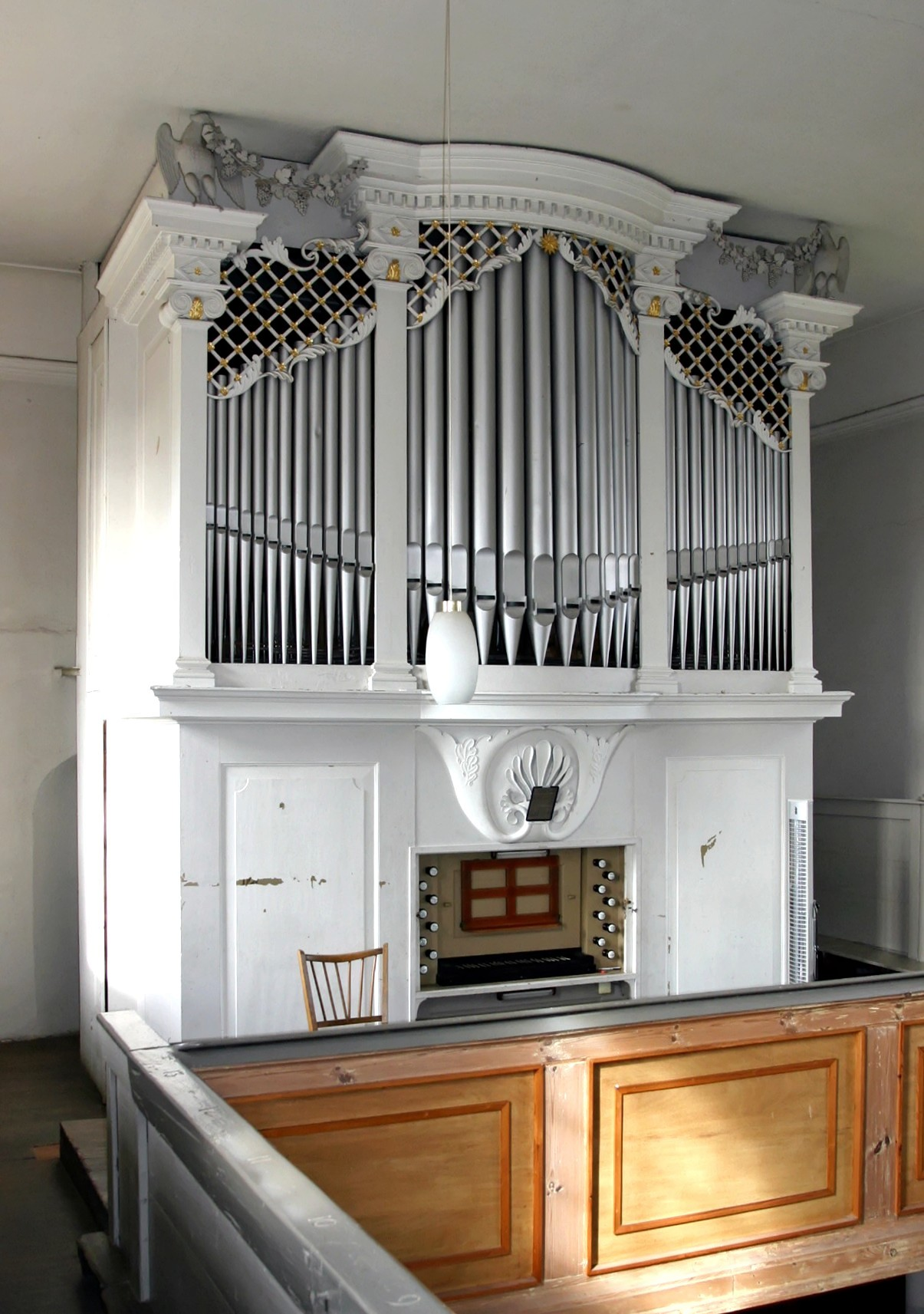
Orgel

Die Kirche in Bieberstein ist eine im Kern spätgotische Saalkirche, die im Jahr 1676 durch Hans Stecher weitgehend erneuert wurde. Mehrfache Veränderungen erfolgten in den Jahren 1723–27, 1840 und 1888 (Portale und Fenster). Eine Erneuerung im Inneren wurde nach Entwurf von Woldemar Kandler im Jahr 1901 durchgeführt; Restaurierungen erfolgte in den Jahren 1939 und Veränderungen im Innern zu Beginn der 1970er Jahre. Das Bauwerk ist ein verputzter Bruchsteinbau, der gerade geschlossene Chor ist mit Krüppelwalmdach deutlich vom Saal abgesetzt, zwei hohe Anbauten im Süden und Norden ebenfalls mit Krüppelwalm. Der Westturm ist über quadratischem Grundriss erbaut und trägt als Abschluss ein Zeltdach mit kleiner Laterne.
Im Inneren ist das Bauwerk mit Flachdecke und hoher Voute gedeckt und von schlichten Emporen an den Seiten sowie von Patronatslogen im Chor umgeben. An der Südseite führt eine spätgotische Rundbogenpforte zur flachgedeckten Sakristei; hier sind auch spätgotische Fenster erhalten.

## Ausstattung
Das Hauptstück der Ausstattung ist ein kräftig gestalteter Altar aus Holz und Stuck, der von dem Bildhauer Johann Sebastian Kirmser dem Älteren und dem Maler Christian Gärtner im Jahr 1679 geschaffen wurde, die beide aus Freiberg stammen. Der dreigeschossige Aufbau und das Ornament sind noch der Renaissance verpflichtet. Über der Predella mit Inschrift ist eine kleine Kartusche mit einer Reliefdarstellung des Abendmahls zu sehen, im von gedrehten Säulen gerahmten Hauptfeld eine geschnitzte Kreuzigungsgruppe vor einer gemalten Landschaft. In den Wangen sind die Grablegung und Auferstehung Christi als Relief dargestellt. Über dem kräftigen Gebälk befindet sich eine Reliefdarstellung der Himmelfahrt Christi. Die auf den Konsolen stehenden Figuren stellen Petrus, Johannes den Evangelisten, Paulus und Jakobus den Älteren dar und wurden wie der bekrönende Christus Pantokrator vermutlich im 19. Jahrhundert ergänzt. Die Kanzel mit Schalldeckel aus Lindenholz ist auf das Jahr 1745 bezeichnet, die Sanduhr ebenfalls aus dieser Zeit. Die kelchförmige Sandsteintaufe ist auf das Jahr 1580 bezeichnet; Fuß und Kuppa sind mit Wappen und einer von Engeln gehaltenen Inschrifttafel geschmückt.
Die beachtliche frühromantische Orgel ist ein Werk von Friedrich Gotthelf Pfützner aus dem Jahr 1832 mit heute 14 Registern auf einem Manual und Pedal.
Zwei Sandsteingrabmäler erinnern an verstorbene Frauen, die in flachem Relief mit Wappen dargestellt sind, aus der Zeit um 1600. In der südlichen Außenmauer sind mehrere figürliche und ornamentale Grabsteine des 17. und 18. Jahrhunderts eingefügt.